# Aykut Yiğit
Pour les articles homonymes, voir Aykut.
Aykut Yiğit (né le 7 octobre 1959 à Adapazarı en Turquie et mort le 7 septembre 2002 à Yozgat) est un joueur et entraîneur de football turc.